# Herbert Krolikowski
Herbert Krolikowski (* 15. März 1924 in Oels, Schlesien; † 28. November 2012 in Berlin) war ein deutscher Diplomat. Er war Staatssekretär im Ministerium für Auswärtige Angelegenheiten der DDR (MfAA).

## Leben
Der Sohn eines Arbeiters und ältere Bruder von Werner Krolikowski absolvierte eine Lehre zum Industriekaufmann. 1942 wurde er zum RAD, anschließend zum Kriegsdienst in die Wehrmacht  eingezogen. Er geriet 1945 in sowjetische Kriegsgefangenschaft und besuchte dort eine Antifa-Schule. 
Im November 1949 kehrte er nach Deutschland zurück und ging in die gerade neugegründete Deutsche Demokratische Republik. Er arbeitete zunächst als kaufmännischer Angestellter beim Konsum Malchin. Von März bis August 1950 fungierte er als 1. Sekretär des DSF-Kreisvorstandes Malchin und ging 1950 als Instrukteur bzw. Sektorenleiter des Zentralvorstandes der DSF nach Berlin. Er war 1952/53 persönlicher Referent des Generalsekretärs der DSF, Gottfried Grünberg. 1952 wurde er Mitglied der SED. 1954/55 studierte er an der SED-Bezirksparteischule Berlin. 
1955 wurde er Mitarbeiter des diplomatischen Dienstes der DDR und war bis 1958 Attaché und 3. Sekretär an der DDR-Botschaft in Moskau. Von 1958 bis 1960 war er kommissarischer Leiter, 1960/61 Leiter der 4. Europaabteilung (Skandinavien) im MfAA. Ein Fernstudium an der DASR in Potsdam schloss er 1959 als Diplom-Staatswissenschaftler ab. 1962/63 war er Leiter der 1. Europaabteilung (UdSSR) im MfAA. 1963 wurde er stellvertretender Außenminister. Von 1967 bis 1969 studierte er an der Diplomaten-Hochschule der UdSSR und wurde zum Dr. phil. promoviert. Von August 1969 bis Oktober 1973 wirkte er als Botschafter der DDR in der ČSSR (Nachfolger von Peter Florin). Ab Juni 1971 (VIII. Parteitag) war er Kandidat und von Mai 1976 (IX. Parteitag) bis Dezember 1989 Mitglied des Zentralkomitees der SED. Im November 1973 wurde er erneut stellvertretender Außenminister und im Januar 1975 Staatssekretär und 1. Stellvertreter des Ministers für Auswärtige Angelegenheiten (Nachfolger von Oskar Fischer). Diese Funktion hatte er bis Februar 1990 inne.
Im Mai 1987 hatte er bei der turnusmäßigen Tagung des Politischen Beratenden Ausschusses der Teilnehmerstaaten des Warschauer Vertrages in Berlin das Amt des Generalsekretärs inne. Am 29. Mai 1987 übergab er das Amt an den Vertreter der Volksrepublik Polen, dem stellvertretenden Außenminister Henryk Jaroszek.

## Auszeichnungen
- 1964 Vaterländischer Verdienstorden in Bronze und 1977 in Gold
- 1984 Ehrentitel Held der Arbeit
- 1987 Orden Banner der Arbeit Stufe I
- 1989 Karl-Marx-Orden